# ガートナー
ガートナー（英: Gartner, Inc.）は、IT分野を中心とした調査・助言を行う企業。
本社はコネチカット州スタンフォード。2001年までガートナー・グループ（英: The Gartner Group）という名称であった。

## 概要
ガートナーの顧客には数々の大手企業や政府機関が名を連ねており、IT系企業や投資機関、コンサルティング企業なども多い。Fortune500のうち73%がガートナーの顧客である。
ガートナーの主要サービスは、世界2,000名以上の各分野の専門家による調査分析レポートと専門家への相談サービスを提供するリサーチ&アドバイザリ (Research & Advisory)、リサーチ&アドバイザリに加えてCIOを対象とした会員制コミュニティやCIO経験者による支援を提供するエグゼクティブプログラム (Gartner Executive Program)、専門家を一堂に集めて集中的な講義や議論などを行うコンファレンス (Gartner Conference)、リサーチで得られたアセットを活用して具体的な成果物を提供するコンサルティング (Gartner Consulting)から構成されている。
近年では積極的なM&Aや実務経験者の採用などにより、サービス内容がIT市場の調査分析だけでなく戦略・組織・リーダーシップといった領域に大きく広がっている。
また、顧客層もIT部門やCIOだけでなく、ITベンダー企業の製品サービス企画開発部門や営業マーケティング部門、中小テクノロジ企業の経営者などに広がっている。

## 事業分野
ガートナーが調査対象としているテクノロジー分野には以下のような項目が含まれる。
- カスタマーエクスペリエンス、CRM、UI/UX、eコマース
- エンタープライズ・アプリケーション、アプリケーション・アーキテクチャ、アプリケーション開発、エンタープライズ・アーキテクチャ
- ITインフラストラクチャー、クラウド、データセンター、ネットワーク、IT運用、IT監視
- デジタルワークプレイス
- データ&アナリティクス、BI、データ管理、データ活用
- サイバーセキュリティ、セキュリティリスクマネジメント
- IT投資
- IT戦略、デジタル戦略
- ITソーシング戦略
- IT調達の適正化
- IT人材
- 新興技術（AI、IoT、ブロックチェーン、量子コンピューティングなど）

リサーチ&アドバイザリ (Gartner Research and Advisory)
ガートナーは、CIOを始めとするIT専門家やIT企業、投資組合などのために調査分析を行いドキュメントやツールを作成している。リサーチ&アドバイザリはガートナーの最も収益性の高い事業である。
コンサルティング (Gartner Consulting)
IT関連のあらゆる分野でコンサルティングを行う。
エグゼクティブプログラム (Gartner Executive Programs)
様々な業界の事業会社における最高情報責任者 (CIO) 向けの会員制サービス。全世界で6,000名以上の会員がいる。
コンファレンス (Gartner Conference)
Gartner IT Symposium/Xpo を始めとするイベントの開催。米国Orlandoで開催されるSymposiumは世界中の企業から1万人を超える規模でCIOやシニアITエグゼクティブが集まる、業界でも最大規模のカンファレンス。Symposiumはこれまで、シドニー（オーストラリア）、カンヌ（フランス）、サンフランシスコ（カリフォルニア州）、バルセロナ（スペイン）、オーランド（フロリダ州）、東京（日本）、ケープタウン（南アフリカ共和国）などで開催された。また、世界各国で分野を限定したカンファレンスを開催している。

## 歴史
1979年、Gideon Gartnerにより設立された。1980年代に株式公開し、ロンドンの広告代理店Saatchi & Saatchiに買収された。1990年代になって、Bain Capitalとダンアンドブラッドストリート (D&B) からの出資によって、同社の経営陣が買収した。2001年、社名を単にガートナーとした。
成長の過程で、同様のサービスを提供する企業を数々買収してきた。例えば、Real Decisions、Dataquestなどである。また、ライバル企業だったNewScience（1990年代末）やMeta Group（2005年）も買収してきた。
2004年8月、Gene Hall が最高経営責任者 (CEO) に就任した。

## 報道
ガートナーの調査結果はしばしばIT関連の報道に引用される。特に著名なソフトウェアのコンピュータセキュリティ問題や自由ソフトウェアの代替品への乗り換えコスト問題など論争になるようなものが見られる。以下に顕著な例を挙げる:
- 2001年9月、Code RedやNimdaのようなワームの増加から鑑みて、WebホスティングにMicrosoft IISを使っている企業は代替品に乗り換えるべきだとした[2]。
- 2006年10月、Apple Computerはハードウェア事業から撤退し、デルのようなPC製造業者にライセンス提供すべきだとした[3]。
- 2006年12月、ブログは2007年にピークを迎えるだろうと予測した[4]。また、Microsoft Windows Vistaは、同社のオペレーティングシステムとしては最後のメジャーリリースになると予測した[5]。